# كينيث إس. وايت
كينيث إس. وايت (بالإنجليزية: Kenneth S. White)‏ هو محامي وسياسي أمريكي، ولد في 17 يناير 1897، وتوفي في 10 ديسمبر 1976. حزبياً، نشط في الحزب الجمهوري. وقد انتخب عضو مجلس ولاية ويسكونسن.